# Mabel Keyes Babcock
Mabel Keyes Babcock (* 20. Mai 1862 in Somerville, Massachusetts; † 3. Dezember 1931 in Boston, Massachusetts) war eine der ersten US-amerikanischen Landschaftsarchitektinnen. Sie lehrte am Wellesley College und an der Lowthorpe School of Landscape Architecture, bevor sie Dean für Studentinnen am Massachusetts Institute of Technology wurde.

## Leben
Mabel Keyes Babcock war die Tochter des Botanikers Henry H. Babcock und Mary Porter (Keyes) Babcock. Sie war eine Nachfahrin von William Bradford, dem Gouverneur der Kolonie Plymouth. Ihre Eltern waren beide im Bildungswesen tätig: Henry war eine Zeit lang Rektor der Somerville High School in Massachusetts, während Mary nach Henrys Tod Schulleiterin von Kenilworth Hall wurde, einer Mädchenschule in der Gegend von Chicago.
Babcock erwarb 1889 ihren Bachelor-Abschluss an der Northwestern University. Zwanzig Jahre später nahm sie ihre Ausbildung am Massachusetts Institute of Technology (MIT) wieder auf, wo sie 1908 einen Bachelor-Abschluss und 1909 einen Master-Abschluss in Architektur erhielt. Am MIT hatte sie bei Guy Lowell studiert.
Von 1910 bis 1914 unterrichtete Babcock Gartenbau und Landschaftsarchitektur am Wellesley College, während sie gleichzeitig ein eigenes Büro für Landschaftsarchitektur unterhielt. Den Ersten Weltkrieg verbrachte sie als Dozentin für Naturschutz und Leiterin von Landwirtschaftskursen an der neu gegründeten Lowthorpe School of Landscape Architecture in Massachusetts. Während des Krieges diente sie auch im Zentralkomitee der MIT War Service Auxiliary. Von 1916 bis 1920 war sie Präsidentin der MIT Women’s Association, eine Ernennung, die schließlich dazu führte, dass sie den Posten des Deans der weiblichen Studenten am MIT übernahm.
Als Landschaftsarchitektin ist Babcock vor allem für die Gestaltung der Arlington Street Church und des MIT President’s Garden and Great Court (heute Killian Court) bekannt, wo sie die Arbeit von Elizabeth Greenleaf Pattee weiterführte. Babcock plante einen kiesbedeckten Hof im französischen Stil, in dessen Zentrum eine große Minerva-Statue stand. Als jedoch der zunehmende Verkehr entlang der Massachusetts Avenue den De-facto-Eingang des Campus verlegte, wurde der Entwurf für den großen Hof durch eine straßenseitige Bepflanzung mit Liguster, Eichen und Ahornbäumen und anderen Pflanzen ersetzt, die einen Übergang von den belebten Straßen rund um den Campus zu einer ruhigeren Oase im Inneren schaffen sollten.  Das MIT war erst 1916 an seinen jetzigen Standort umgezogen, und Babcock war fortan an der Landschaftsgestaltung des gesamten Campus beteiligt.
Babcock diente als technische Beraterin für das Landschaftsprogramm am Bates College in Maine und gestaltete mehrere Bereiche des Campus. Sie machte auch Landschaftsdesign für eine Reihe von Privatkunden in Maine. Es ist möglich, dass sie an der Landschaftsgestaltung des Campus des Wellesley College beteiligt war.
Sie war Mitglied der American Society of Landscape Architects und der Boston Society of Landscape Architects sowie der Conference on Home Building and Home Ownership von Präsident Herbert Hoover.